# Rafa Sardina
Rafael Sardina, conocido profesionalmente como Rafa Sardina, es un ingeniero de grabación, ingeniero de mezcla y productor musical de origen vasco, reconocido por su trabajo con Alejandro Sanz, Luis Miguel, Calle 13, D'Angelo, The Clare Fischer Big Band y Lady Gaga.
Sardina ha ganado 5 premios Grammy y 13 Grammy Latinos. Actualmente, es el gobernador del capítulo de Los Ángeles de la Academia de la Grabación. Ha sido parte del Consejo Directivo de la Academia Latina de la Grabación. Sardina es un miembro fundador y vicepresidente del Círculo de Productores e Ingenieros (CPI) de la Academia Latina de la Grabación, equivalente al Producers and Engineers Wing de la Academia de la Grabación. Sardina fue productor ejecutivo de las galas "Persona del Año" 2017 y 2018 de la Academia Latina de la Grabación, en honor a Alejandro Sanz y Maná, respectivamente.

## Biografía y carrera
Sardina nació en Vilanova I la Geltrú , un puerto pesquero en el Catalonia al este de España. Su interés en la música comenzó a una edad temprana. Con 6 años, tocaba en secreto la guitarra de su hermana menor. Luego le dijo a su madre que quería convertirse en un músico profesional.
Sus padres se mudaron a San Diego, California cuando él tenía 15 años. Luego de unos meses, Sardina regresó a España para terminar la secundaria. Allí comenzó a tocar en bandas. Su primera experiencia en un estudio de grabación fue a los 16 años, cuando asistió a la sesión de grabación de la banda de su primo en San Sebastián.
Sardina comenzó sus estudios de medicina a los 16 años. Durante su segundo año de estudio, comenzó a trabajar como ingeniero de sonido en vivo con bandas locales. En el cuarto año de estudio y justo antes de realizar el examen final, Sardina decidió dejar la escuela de medicina. Ahorró para una certificación de tres semanas en la escuela The Recording Workshop Chillicothe, Ohio. Posteriormente, Sardina regresó a España y continuó ahorrando para luego ingresar a un programa en la universidad Full Sail en Orlando, Florida.
En 1993, cuatro semanas antes de graduarse como valedictorian, Sardina organizó un viaje de 24 horas a Los Ángeles para entrevistarse en los estudios Record Plant, Westlake Recording Studios y Ocean Way Recording. Comenzaría a trabajar en este último como ingeniero asistente. En su tiempo en Ocean Way, Sardina grabó a artistas incluyendo Céline Dion, Madonna, Frank Sinatra, The Rolling Stones, Red Hot Chili Peppers, Dr. Dre y David Foster.
En el 2001, luego de 5 años trabajando en Ocean Way, Sardina fundó Fishbone Productions y empezó a trabajar como ingeniero independiente, grabando en su estudio personal "AfterHours". Sardina recibió reconocimiento por su trabajo en géneros como Pop, Rock, R&B y diversos géneros latinos. Sin embargo, su trabajo incluye otros géneros, tales como jazz, góspel, música del mundo, música para películas y televisión, así como grabaciones orquestales. Sardina continuó trabajando con artistas como Alejandro Sanz, Luis Miguel, Stevie Wonder, Michael Jackson, Lady Gaga y D'Angelo.
Sardina fue el ingeniero del álbum "Symphonic Soweto: A Tribute To Nelson Mandela", el cual ganó el premio al mejor álbum contemporáneo en los South African Music Awards en el 2018.

## AfterHours Studios
Sardina fundó los estudios AfterHours para grabar sus proyectos. En un inicio, el estudio se ubicaba en su casa anterior. Él lo describe como "solo un pequeño cuarto, grabando cosas como baterías en el corredor".
Hoy en día, el estudio se encuentra en Woodland Hills, Los Ángeles. Remodeló un garaje para tres carros con dos plantas y un cuarto adyacente. El cuarto de grabación, cuarto de control y cabina de aislamiento se encuentran en el primer piso. En la segunda planta, cuenta con una oficina y una sala. El flujo de trabajo del estudio se centra en una consola Duality de Solid State Logic que integra múltiples procesadores de señal analógicos en un sistema de grabación digital. El estudio fue destacado en la revista Mix como parte de la "Class of 2017".

## Premios

### Premios Grammy
| Año  | Título                  | Artista                         | Categoría                                        | Rol                  | Resultado |
| ---- | ----------------------- | ------------------------------- | ------------------------------------------------ | -------------------- | --------- |
| 2004 | No Es Lo Mismo          | Alejandro Sanz                  | Mejor Álbum de Pop Latino                        | Ingeniero            | Ganador   |
| 2006 | México En La Piel       | Luis Miguel                     | Mejor Álbum Mexicano/Mexicano Americano          | Ingeniero            | Ganador   |
| 2008 | El Tren de los Momentos | Alejandro Sanz                  | Mejor Álbum de Pop Latino                        | Ingeniero            | Ganador   |
| 2016 | Really Love             | D'Angelo & The Vanguard         | Grabación del Año                                | Ingeniero            | Nominado  |
| 2016 | Black Messiah           | D'Angelo & The Vanguard         | Mejor Álbum de R&B                               | Ingeniero            | Ganador   |
| 2017 | Buena Vida              | Diego Torres                    | Mejor Álbum de Pop Latino                        | Ingeniero            | Nominado  |
| 2017 | L.H.O.N.                | Illya Kuryaki & The Valderramas | Mejor Álbum de Rock, Urbano o Alternativo Latino | Ingeniero            | Nominado  |
| 2020 | #Eldisco                | Alejandro Sanz                  | Mejor Álbum de Pop Latino                        | Ingeniero            | Ganador   |
| 2020 | Indestructible          | Flor de Toloache                | Mejor Álbum de Rock, Urbano o Alternativo Latino | Productor, ingeniero | Nominado  |

### Premios Grammy Latinos
| Year | Title                       | Artist                          | Category                                    | Role | Resultado |
| ---- | --------------------------- | ------------------------------- | ------------------------------------------- | --- | --------- |
| 2000 | Amarte Es Un Placer         | Luis Miguel                     | Mejor Álbum de Pop Vocal                    | Ingeniero | Ganador   |
| 2004 | No Es Lo Mismo              | Alejandro Sanz                  | Grabación del Año                           | Ingeniero | Ganador   |
| 2004 | No Es Lo Mismo              | Alejandro Sanz                  | Álbum del Año                               | Ingeniero | Ganador   |
| 2004 | No Es Lo Mismo              | Alejandro Sanz                  | Mejor Álbum Pop Vocal Masculino             | Ingeniero | Ganador   |
| 2004 | No Es Lo Mismo              | Alejandro Sanz                  | Mejor Ingeniería de Grabación para un álbum | Ingeniero | Ganador   |
| 2005 | Tú No Tienes Alma           | Alejandro Sanz                  | Grabación del Año                           | Ingeniero | Ganador   |
| 2005 | México En La Piel           | Luis Miguel                     | Mejor Álbum de Música Ranchera              | Ingeniero | Ganador   |
| 2007 | El Tren de los Momentos     | Alejandro Sanz                  | Álbum del Año                               | Ingeniero | Nominado  |
| 2009 | Miedo Escénico              | Beto Cuevas                     | Mejor Álbum Vocal Rock Solista              | Ingeniero | Nominado  |
| 2013 | La Música No Se Toca        | Alejandro Sanz                  | Álbum del Año                               | Ingeniero | Nominado  |
| 2013 | La Música No Se Toca        | Alejandro Sanz                  | Mejor Álbum Vocal Pop Contemporáneo         | Ingeniero | Ganador   |
| 2014 | MultiViral                  | Calle 13                        | Álbum del Año                               | Ingeniero | Nominado  |
| 2015 | Sirope                      | Alejandro Sanz                  | Álbum del Año                               | Ingeniero | Nominado  |
| 2016 | -                           | -                               | Productor del Año                           | Ingeniero | Nominado  |
| 2016 | Iguales                     | Diego Torres                    | Grabación del Año                           | Ingeniero | Nominado  |
| 2016 | Buena Vida                  | Diego Torres                    | Álbum del Año                               | Ingeniero | Nominado  |
| 2016 | Buena Vida                  | Diego Torres                    | Mejor Álbum Vocal Pop Tradicional           | Ingeniero | Nominado  |
| 2016 | L.H.O.N.                    | Illya Kuryaki & The Valderramas | Mejor Álbum de Música Alternativa           | Ingeniero | Ganador   |
| 2017 | Quiero Que Vuelvas          | Alejandro Fernández             | Grabación del Año                           | Ingeniero | Nominado  |
| 2017 | Rompiendo Fronteras         | Alejandro Fernández             | Mejor Álbum Vocal Pop Contemporáneo         | Ingeniero | Nominado  |
| 2018 | 50 Años Tocando Para Ti     | Orquesta Filarmónica de Bogotá  | Mejor Ingeniería de Grabación para un álbum | Ingeniero | Ganador   |
| 2019 | -                           | -                               | Productor del Año                           | Ingeniero | Nominado  |
| 2019 | Indestructible              | Flor de Toloache                | Mejor Álbum de Música Ranchera/Mariachi     | Productor, ingeniero | Nominado  |
| 2019 | #Eldisco                    | Alejandro Sanz                  | Álbum del Año                               | Ingeniero | Nominado  |
| 2019 | No Tengo Nada               | Alejandro Sanz                  | Grabación del Año                           | Ingeniero | Nominado  |
| 2019 | #Eldisco                    | Alejandro Sanz                  | Mejor Álbum Vocal Pop Contemporáneo         | Ingeniero | Nominado  |
| 2019 | Amor Presente               | Leonel García                   | Mejor Álbum Cantautor                       | Ingeniero | Nominado  |
| 2020 | Contigo                     | Alejandro Sanz                  | Grabación del Año                           | Ingeniero | Ganador   |
| 2020 | Mirándote A Los Ojos        | José Luis Perales               | Mejor Álbum Vocal Pop Tradicional           | Ingeniero | Nominado  |
| 2020 | Hecho En México             | Alejandro Fernández             | Mejor Álbum de Música Ranchera/Mariachi     | Ingeniero | Ganador   |
| 2021 | Tinto Tango Plays Piazzolla | Tinto Tango                     | Mejor Álbum de Tango                        | rowspan="" style="background-color:var(--background-color-success-subtle, #d5fdf4); color:inherit;; text-align:center; vertical-align:middle;" \| Ganador |           |